# Geniascota patagiata
Geniascota patagiata är en fjärilsart som beskrevs av George Francis Hampson 1926. Geniascota patagiata ingår i släktet Geniascota och familjen nattflyn. Inga underarter finns listade i Catalogue of Life.